# Bass Pro Shops NRA Night Race
Le Bass Pro Shops NRA Night Race est une course automobile de véhicules type stock-car, organisée par la NASCAR et comptant pour le championnat des NASCAR Cup Series. Elle se déroule sur le Bristol Motor Speedway à Bristol, dans l'état du Tennessee aux États-Unis.
Elle est l'une des deux courses se déroulant à Bristol, l'autre étant le Food City 500.
Depuis 1978, elle se déroule le dernier week-end du mois d'août et le samedi soir.
La course dure 500 tours et se divise en trois segments, les deux premiers comptant 125 tours et le dernier 250.
Le revêtement de la piste est en béton, et celle-ci a une longueur de 0,533 milles (0,858 km). Sa forme est un Ovale à quatre virages inclinés entre 26 et 30°. La ligne droite principale est inclinée à 6° et la ligne droite arrière à 10°.

## Histoire
Le nom officiel de l'événement est modifié en fonction de la société le sponsorisant.
De 2001 à 2015, la société Newell Rubbermaid sponsorise la course. Jusqu'en 2009, c'est sa filiale, la société Sharpie (fabricant de stylos marqueurs) qui donne son nom à la course. C'est ensuite une autre de ses filiales qui sponsorise l'événement jusqu'en 2016, la société Irwin Industrial Tools (en) (fabricant d'outils à main).
Depuis la saison 2016, le sponsoring est repris par la société Bass Pro Shops (détaillant en loisirs de plein air) en association avec la National Rifle Association of America (groupe de défense des armes à feu).

## Logos

2015
Depuis 2016.
Autre logo du BPS en 2022.

## Palmarès
| Année | Date         | Pilote                            | Écurie                      | Châssis    | Course | Course            | Course          | Course             | Note       |
| ----- | ------------ | --------------------------------- | --------------------------- | ---------- | ------ | ----------------- | --------------- | ------------------ | ---------- |
| Année | Date         | Pilote                            | Écurie                      | Châssis    | Tours  | Miles (km)        | Durée           | Moyenne (miles/hr) | Note       |
| 1961  | 30 juillet   | Jack Smith Johnny Allen           | Jack Smith                  | Pontiac    | 500    | 250 (402,336)     | 3 h 39 min 23 s | 68,373             | [ Note 1 ] |
| 1962  | 29 avril     | Bobby Johns                       | Shorty Johns                | Pontiac    | 500    | 250 (402,336)     | 3 h 24 min 22 s | 73,397             |            |
| 1963  | 28 juillet   | Fred Lorenzen Ned Jarrett         | Holman-Moody                | Ford       | 500    | 250 (402,336)     | 3 h 20 min 25 s | 74,844             | [ Note 2 ] |
| 1964  | 26 juillet   | Fred Lorenzen                     | Holman-Moody                | Ford       | 500    | 250 (402,336)     | 3 h 12 min 12 s | 78,044             |            |
| 1965  | 25 juillet   | Ned Jarrett                       | Bondy Long                  | Ford       | 500    | 250 (402,336)     | 4 h 02 min 37 s | 61,826             |            |
| 1966  | 24 juillet   | Paul Goldsmith                    | Ray Nichels                 | Plymouth   | 500    | 250 (402,336)     | 3 h 12 min 24 s | 77,963             |            |
| 1967  | 23 juillet   | Richard Petty                     | Petty Enterprises           | Plymouth   | 500    | 250 (402,336)     | 3 h 10 min 35 s | 78,705             |            |
| 1968  | 21 juillet   | David Pearson                     | Holman-Moody                | Ford       | 500    | 250 (402,336)     | 3 h 16 min 34 s | 76,310             |            |
| 1969  | 20 juillet   | David Pearson                     | Holman-Moody                | Ford       | 500    | 266,5 (428,89)    | 3 h 08 min 07 s | 79,737             |            |
| 1970  | 19 juillet   | Bobby Allison                     | Bobby Allison               | Dodge      | 500    | 266,5 (428,89)    | 3 h 08 min 23 s | 84,880             |            |
| 1971  | 11 juillet   | Charlie Glotzbach Raymond Hassler | Richard Howard              | Chevrolet  | 500    | 266,5 (428,89)    | 2 h 38 min 12 s | 101,074            | [ Note 3 ] |
| 1972  | 9 juillet    | Bobby Allison                     | Richard Howard              | Chevrolet  | 500    | 266,5 (428,89)    | 2 h 30 min 28 s | 92,735             |            |
| 1973  | 8 juillet    | Benny Parsons                     | L.G. DeWitt                 | Chevrolet  | 500    | 266,5 (428,89)    | 2 h 53 min 04 s | 91,342             |            |
| 1974  | 14 juillet   | Cale Yarborough                   | Junior Johnson & Associates | Chevrolet  | 500    | 266,5 (428,89)    | 3 h 31 min 59 s | 75,430             |            |
| 1975  | 2 novembre   | Richard Petty                     | Petty Enterprises           | Dodge      | 500    | 266,5 (428,89)    | 2 h 44 min 49 s | 97,016             |            |
| 1976  | 29 août      | Cale Yarborough                   | Junior Johnson & Associates | Chevrolet  | 400    | 213,2 (343,112)   | 2 h 08 min 59 s | 99,175             |            |
| 1977  | 28 août      | Cale Yarborough                   | Junior Johnson & Associates | Chevrolet  | 400    | 213,2 (343,112)   | 2 h 40 min 27 s | 79,726             |            |
| 1978  | 26 août      | Cale Yarborough                   | Junior Johnson & Associates | Oldsmobile | 500    | 266,5 (428,89)    | 3 h 25 min 00 s | 88,628             | [ Note 4 ] |
| 1979  | 25 août      | Darrell Waltrip                   | DiGard Motorsports          | Chevrolet  | 500    | 266,5 (428,89)    | 2 h 54 min 46 s | 91,493             |            |
| 1980  | 23 août      | Cale Yarborough                   | Junior Johnson & Associates | Chevrolet  | 500    | 266,5 (428,89)    | 3 h 03 min 51 s | 86,973             |            |
| 1981  | 22 août      | Darrell Waltrip                   | Junior Johnson & Associates | Buick      | 500    | 266,5 (428,89)    | 3 h 08 min 44 s | 84,723             |            |
| 1982  | 28 août      | Darrell Waltrip                   | Junior Johnson & Associates | Buick      | 500    | 266,5 (428,89)    | 2 h 49 min 32 s | 94,318             |            |
| 1983  | 27 août      | Darrell Waltrip                   | Junior Johnson & Associates | Buick      | 418    | 222,794 (358,552) | 2 h 29 min 50 s | 89,430             | [ Note 5 ] |
| 1984  | 25 août      | Terry Labonte                     | Billy Hagan                 | Chevrolet  | 500    | 266,5 (428,89)    | 3 h 07 min 19 s | 85,365             |            |
| 1985  | 24 août      | Dale Earnhardt                    | Richard Childress Racing    | Chevrolet  | 500    | 266,5 (428,89)    | 3 h 27 min 44 s | 81,388             |            |
| 1986  | 23 août      | Darrell Waltrip                   | Junior Johnson & Associates | Chevrolet  | 500    | 266,5 (428,89)    | 3 h 03 min 55 s | 86,934             |            |
| 1987  | 22 août      | Dale Earnhardt                    | Richard Childress Racing    | Chevrolet  | 500    | 266,5 (428,89)    | 2 h 56 min 56 s | 90,373             |            |
| 1988  | 27 août      | Dale Earnhardt                    | Richard Childress Racing    | Chevrolet  | 500    | 266,5 (428,89)    | 3 h 22 min 59 s | 78,775             |            |
| 1989  | 26 août      | Darrell Waltrip                   | Hendrick Motorsports        | Chevrolet  | 500    | 266,5 (428,89)    | 3 h 04 min 14 s | 85,554             |            |
| 1990  | 25 août      | Ernie Irvan                       | Morgan-McClure Motorsports  | Chevrolet  | 500    | 266,5 (428,89)    | 2 h 54 min 13 s | 91,782             |            |
| 1991  | 24 août      | Alan Kulwicki                     | AK Racing                   | Ford       | 500    | 266,5 (428,89)    | 3 h 14 min 56 s | 82,028             |            |
| 1992  | 29 août      | Darrell Waltrip                   | DarWal, Inc.                | Chevrolet  | 500    | 266,5 (428,89)    | 2 h 55 min 20 s | 91,198             |            |
| 1993  | 28 août      | Mark Martin                       | Roush Racing                | Ford       | 500    | 266,5 (428,89)    | 3 h 01 min 21 s | 88,172             |            |
| 1994  | 27 août      | Rusty Wallace                     | Penske Racing               | Ford       | 500    | 266,5 (428,89)    | 2 h 55 min 01 s | 91,363             |            |
| 1995  | 26 août      | Terry Labonte                     | Hendrick Motorsports        | Chevrolet  | 500    | 266,5 (428,89)    | 3 h 15 min 03 s | 81,979             |            |
| 1996  | 24 août      | Rusty Wallace                     | Penske Racing               | Ford       | 500    | 266,5 (428,89)    | 2 h 55 min 12 s | 91,267             |            |
| 1997  | 23 août      | Dale Jarrett                      | Robert Yates Racing         | Ford       | 500    | 266,5 (428,89)    | 3 h 19 min 51 s | 80,013             |            |
| 1998  | 22 août      | Mark Martin                       | Roush Racing                | Ford       | 500    | 266,5 (428,89)    | 3 h 03 min 54 s | 86,949             |            |
| 1999  | 28 août      | Dale Earnhardt                    | Richard Childress Racing    | Chevrolet  | 500    | 266,5 (428,89)    | 2 h 55 min 11 s | 91,276             |            |
| 2000  | 26 août      | Rusty Wallace                     | Penske Racing               | Ford       | 500    | 266,5 (428,89)    | 3 h 07 min 15 s | 85,394             |            |
| 2001  | 25 août      | Tony Stewart                      | Joe Gibbs Racing            | Pontiac    | 500    | 266,5 (428,89)    | 3 h 07 min 53 s | 85,106             |            |
| 2002  | 24 août      | Jeff Gordon                       | Hendrick Motorsports        | Chevrolet  | 500    | 266,5 (428,89)    | 3 h 27 min 24 s | 77,097             |            |
| 2003  | 23 août      | Kurt Busch                        | Roush Racing                | Ford       | 500    | 266,5 (428,89)    | 3 h 26 min 32 s | 77,421             |            |
| 2004  | 28 août      | Dale Earnhardt Jr.                | Dale Earnhardt, Inc.        | Chevrolet  | 500    | 266,5 (428,89)    | 3 h 00 min 36 s | 88,538             |            |
| 2005  | 27 août      | Matt Kenseth                      | Roush Racing                | Ford       | 500    | 266,5 (428,89)    | 3 h 08 min 50 s | 84,678             |            |
| 2006  | 26 août      | Matt Kenseth                      | Roush Racing                | Ford       | 500    | 266,5 (428,89)    | 2 h 57 min 37 s | 90,025             |            |
| 2007  | 25 août      | Carl Edwards                      | Roush Fenway Racing         | Ford       | 500    | 266,5 (428,89)    | 2 h 59 min 39 s | 89,006             |            |
| 2008  | 23 août      | Carl Edwards                      | Roush Fenway Racing         | Ford       | 500    | 266,5 (428,89)    | 2 h 54 min 36 s | 91,581             |            |
| 2009  | 22 août      | Kyle Busch                        | Joe Gibbs Racing            | Toyota     | 500    | 266,5 (428,89)    | 3 h 08 min 31 s | 80,240             |            |
| 2010  | 21 août      | Kyle Busch                        | Joe Gibbs Racing            | Toyota     | 500    | 266,5 (428,89)    | 2 h 41 min 24 s | 99,071             |            |
| 2011  | 27 août      | Brad Keselowski                   | Penske Racing               | Dodge      | 500    | 266,5 (428,89)    | 2 h 45 min 16 s | 96,753             |            |
| 2012  | 25 août      | Denny Hamlin                      | Joe Gibbs Racing            | Toyota     | 500    | 266,5 (428,89)    | 3 h 09 min 27 s | 84,402             |            |
| 2013  | 24 août      | Matt Kenseth                      | Joe Gibbs Racing            | Toyota     | 500    | 266,5 (428,89)    | 2 h 57 min 07 s | 90,279             |            |
| 2014  | 23 août      | Joey Logano                       | Team Penske                 | Ford       | 500    | 266,5 (428,89)    | 3 h 37 min 00 s | 73,965             |            |
| 2015  | 22 août      | Joey Logano                       | Team Penske                 | Ford       | 500    | 266,5 (428,89)    | 2 h 45 min 05 s | 96,891             |            |
| 2016  | 20/21 août   | Kevin Harvick                     | Stewart-Haas Racing         | Chevrolet  | 500    | 266,5 (428,89)    | 3 h 25 min 05 s | 77,968             | [ Note 6 ] |
| 2017  | 19 août      | Kyle Busch                        | Joe Gibbs Racing            | Toyota     | 500    | 266,5 (428,89)    | 2 h 46 min 37 s | 95,969             |            |
| 2018  | 18 août      | Kurt Busch                        | Stewart-Haas Racing         | Ford       | 500    | 266,5 (428,89)    | 2 h 58 min 35 s | 89,538             |            |
| 2019  | 17 août      | Denny Hamlin                      | Joe Gibbs Racing            | Toyota     | 500    | 266,5 (428,89)    | 2 h 49 min 9 s  | 94,531             |            |
| 2020  | 19 septembre | Kevin Harvick                     | Steward-Haas Racing         | Ford       | 500    | 266,5 (428,89)    | 2 h 46 min 13 s | 95,911             |            |
| 2021  | 18 septembre | Kyle Larson                       | Hendrick Motorsports        | Chevrolet  | 500    | 266,5 (428,89)    | 3 h 02 min 56 s | 87,409             |            |
| 2022  | 17 septembre | Chris Buescher                    | RFK Racing                  | Ford       | 500    | 266,5 (428,89)    | 3 h 01 min 07 s | 88,286             |            |
| 2023  | 16 septembre | Denny Hamlin                      | Joe Gibbs Racing            | Toyota     | 500    | 2660,5 (428,89)   | 2 h 48 min 20 s | 94,99              |            |
| 2024  | 21 septembre | Kyle Larson                       | Hendrick Motorsports        | Chevrolet  | 500    | 266,5 (428,89)    | 2 h 37 min 53 s | 101,277            |            |

1. ↑   Johnny Allen remplace Jack Smith durant la course; Jack Smith est crédité de la victoire pour avoir commencé la course.
2. ↑   Ned Jarrett remplace Fred Lorenzen durant la course; Fred Lorenzen est crédité de la victoire pour avoir commencé la course.
3. ↑  Raymond Hassler remplace Charlie Glotzbach durant la course; Charlie Glotzbach est crédité de la victoire pour avoir commencé la course.
4. ↑  Depuis cette saison, la course se déroule le samedi soir.
5. ↑   Course raccourcie à cause de la pluie.
6. ↑  La course débute le samedi soir mais se termine le dimanche à cause d'une interruption due à la pluie

### Longueurs de la course
- 1961–1968: 0,500 milles (0,805 km)
- 1969 : 0,527 milles (0,848 km)
- 1970–présent : 0,533 milles (0,858 km)

### Statistiques par pilotes
| Nbr. | Pilote          | Saison                                   |
| ---- | --------------- | ---------------------------------------- |
| 7    | Darrell Waltrip | 1979, 1981, 1982, 1983, 1986, 1989, 1992 |
| 5    | Cale Yarborough | 1974, 1976, 1977, 1978, 1980             |
| 4    | Dale Earnhardt  | 1985, 1987, 1988, 1999                   |
| 3    | Rusty Wallace   | 1994, 1996, 2000                         |
| 3    | Matt Kenseth    | 2005, 2006, 2013                         |
| 3    | Kyle Busch      | 2009, 2010, 2017                         |
| 3    | Denny Hamlin    | 2012, 2019, 2023                         |
| 2    | Fred Lorenzen   | 1963, 1964                               |
| 2    | David Pearson   | 1968, 1969                               |
| 2    | Bobby Allison   | 1970, 1972                               |
| 2    | Richard Petty   | 1967, 1975                               |
| 2    | Terry Labonte   | 1984, 1995                               |
| 2    | Mark Martin     | 1993, 1998                               |
| 2    | Carl Edwards    | 2007, 2008                               |
| 2    | Joey Logano     | 2014, 2015                               |
| 2    | Kurt Busch      | 2003, 2018                               |
| 2    | Kevin Harvick   | 2016, 2020                               |
| 2    | Kyle Larson     | 2021, 2024                               |

### Statistiques par écuries
| Nbr. | Écurie                         | Saison                                               |
| ---- | ------------------------------ | ---------------------------------------------------- |
| 9    | Junior Johnson & Associates    | 1974, 1976, 1977, 1978, 1980, 1981, 1982, 1983, 1986 |
| 8    | Roush Fenway Racing/RFK Racing | 1993, 1998, 2003, 2005, 2006, 2007, 2008, 2022       |
| 8    | Joe Gibbs Racing               | 2001, 2009, 2010, 2012, 2013, 2017, 2019, 2023       |
| 6    | Team Penske                    | 1994, 1996, 2000, 2011, 2014, 2015                   |
| 5    | Hendrick Motorsports           | 1989, 1995, 2002, 2021, 2024                         |
| 4    | Holman-Moody (en)              | 1963, 1964, 1968, 1969                               |
| 4    | Richard Childress Racing       | 1985, 1987, 1988, 1999                               |
| 3    | Stewart-Haas Racing            | 2016, 2018, 2020                                     |
| 2    | Petty Enterprises              | 1967, 1975                                           |
| 2    | Richard Howard                 | 1971, 1972                                           |

### Statistiques par marques
| Nbr. | Marque     | Saison |
| ---- | ---------- | --- |
| 23   | Chevrolet  | 1971, 1972, 1973, 1974, 1976, 1977, 1979, 1980, 1984, 1985, 1986, 1987, 1988, 1989, 1990, 1992, 1995, 1999, 2002, 2004, 2016, 2021, 2024 |
| 22   | Ford       | 1963, 1964, 1965, 1968, 1969, 1991, 1993, 1994, 1996, 1997, 1998, 2000, 2003, 2005, 2006, 2007, 2008, 2014, 2015, 2018, 2020, 2022       |
| 7    | Toyota     | 2009, 2010, 2012, 2013, 2017, 2019, 2023                                                                                                 |
| 3    | Buick      | 1981, 1982, 1983 |
| 3    | Pontiac    | 1961, 1962, 2001 |
| 3    | Dodge      | 1970, 1975, 2011 |
| 1    | Oldsmobile | 1978 |